# 小行星9102
小行星9102（9102 Foglar）是一颗绕太阳运转的小行星，为主小行星带小行星。该小行星于1996年12月12日发现。

## 轨道参数
小行星9102的轨道半长轴为3.0759759 UA，离心率为0.092。